# Schitu Scoicești
Schitu Scoicești – wieś w Rumunii, w okręgu Ardżesz, w gminie Leordeni. W 2011 roku liczyła 458 mieszkańców.